# Åsegölen
Åsegölen är en sjö i Hultsfreds kommun i Småland och ingår i Emåns huvudavrinningsområde. Sjön är 6 meter djup, har en yta på 0,105 kvadratkilometer och befinner sig 165 meter över havet.